# Île Mandji
Île Mandji är en ö i Gabon, en av de största öarna i Ogooués delta. Den ligger i provinsen Ogooué-Maritime, i den västra delen av landet, 160 km söder om huvudstaden Libreville. Arean är 454 kvadratkilometer.
Port-Gentil och Kap Lopez ligger på Île Mandji.